# 商載
商載，字仲言，号吟巢。祖籍浙江会稽，寄籍顺天府大兴县，清朝政治人物、進士出身。
嘉庆六年，登辛酉恩科（1801年）二甲第3名进士，加庶吉士，后散館，授翰林院编修，历任山东泰安府、东昌府知府。嘉庆十年，擔任会试同考官，嘉庆十二年，任山西乡试副主考。